# Big Japan
Big Japan é uma banda de indie rock de Los Angeles, com Nathanial Castro no vocal e guitarra, Brad Babinski no baixo.  Os atores Adam Brody e Bret Harrison tocam bateria e guitarra, respectivamente. A banda apenas toca esporadicamente, devido os trabalhos como ator de Adam e Bret. Porém devido ao términos de The O.C agora eles estão fazendo muito mais shows.
Music for Dummies, foi lançado digitalmente pela Nightshift Records em 23 de Agosto de 2005. Tem como plano lançar EPs no começo de 2007.

## Lista de músicas
1. Life Saver - 6:09

2. Bonnie and Clyde - 2:44

3. The Rise and Fall of Bill - 3:26

4. Enchantment Under the Sea - 2:58

5. Complex - 3:53

6. Incendiary - 2:39

7. Wrong Way - 3:44

8. All the Fish in the Sea Are Stupid Sluts Anyway - 3:30

9. Complex